# Jake Blundell
Jake Blundell – australijski aktor telewizyjny, filmowy i teatralny oraz reżyser teatralny. 

## Życie i kariera
Ojciec Jake'a - Graeme Blundell jest aktorem, a matka pracuje jako reżyser w teatrze w Melbourne.
Teatr i Film studiował na University of New South Wales. Studiował również w Berkeley, Kalifornia w USA, w latach 1996-1997.
Zadebiutował na ekranie w roku 1983, małą rolą w dramacie Molly występując u boku Claudii Karvan. W roku 1994 zagrał postać Charlie Sommersa w zwariowanej komedii Dallas Doll.
Wystąpił w wielu popularnych w Australii jak i na całym świecie serialach m.in.: Cena życia, Ucieczka w kosmos czy A Country Practice.
W Australii jest popularnym aktorem oraz reżyserem teatralnym. Występował na scenach m.in. Newton i Darlinghurst.

## Filmografia

### Filmy
- 1983: Molly jako Rudi
- 1994: Dallas Doll jako Charlie Sommers
- 1995: Blue Murder jako konstabl

### Seriale
- 1988: A Country Practice - 2 odcinki, jako Eddy Midnight
- 1993: G.P. - 1 odcinek, jako Kevin Gordon
- 1995: Ucieczka w kosmos - 1 odcinek, jako sierżant Om
- 1999-01: Cena życia - 24 odcinki, jako Tony Hurst

### Role teatralne
- 2001: Direct From Broadway! Winner of 7 Tonys! - The Edge Theatre - Newton
- 2001: Jungle of Cities - The Edge Theatre -  Newton
- 2002: Direct from Broadway Winner of 7 Tonys! - The Store Room - North Fitzroy
- 2004: Norwegian Wood - Newton Theatre - jako reżyser
- 2004: Achilles - Newton Theatre - Newton
- 2007: Hilda - TAP Gallery - Darlinghurst